# Rosario Gagliardi

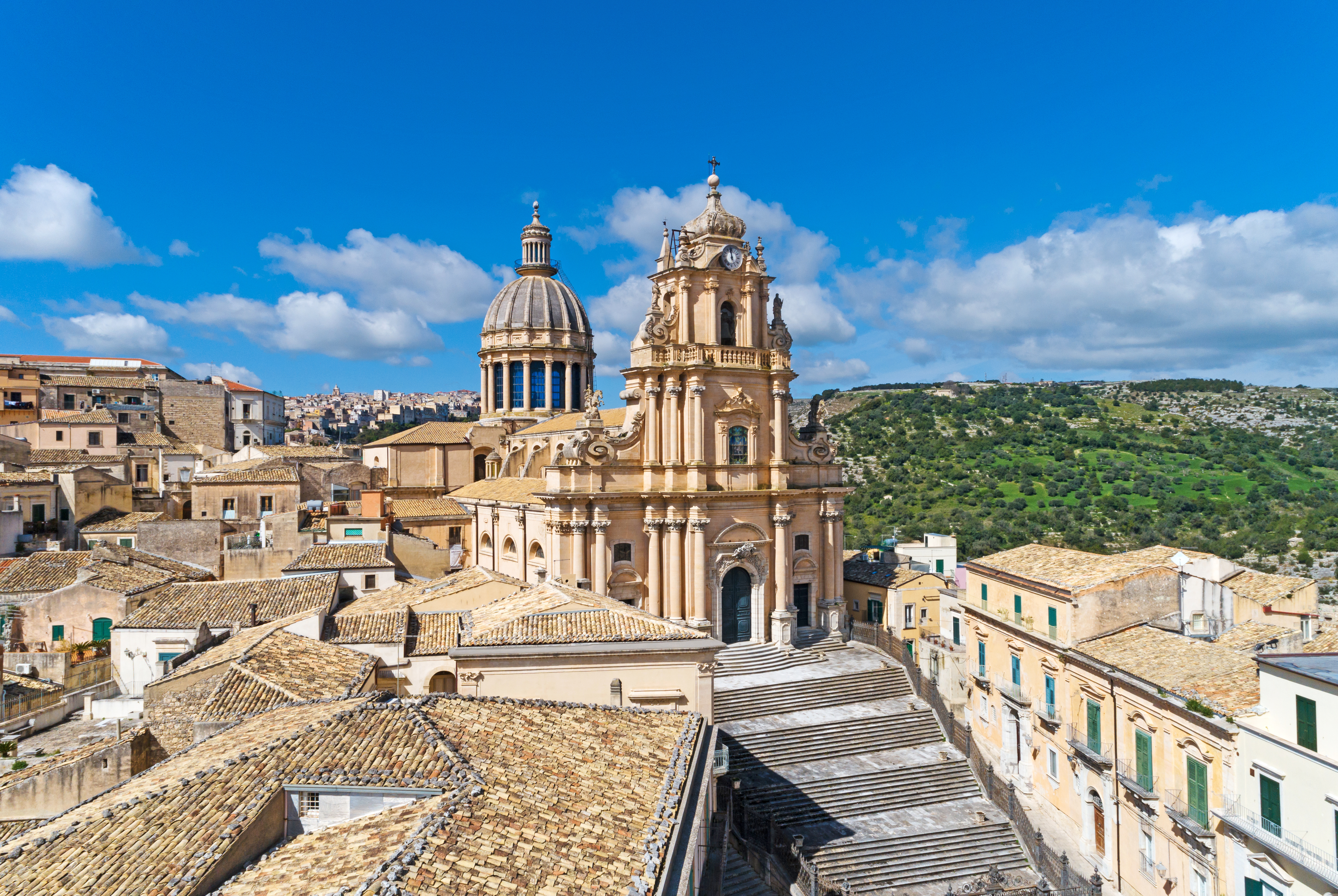
Iglesia de San Giorgio, Ragusa. Diseñada en 1738 por Rosario Gagliardi, se accede por una enorme escalinata de más de 250 escalones. La cúpula neoclásica de la iglesia fue añadida en 1820 por el maestro ragusano Carmelo Cultraro.

Rosario Gagliardi (Siracusa, 1698 - Noto, 1762) fue un arquitecto italiano del siglo XVIIII, uno de los principales exponentes del barroco siciliano. 
Formado en las propias obras incluso antes como cantero y maestro de obras, fue el creador y protagonista indiscutible de la reconstrucción escenográfica barroca de Noto tras el terremoto de 1693, que arrasó la antigua ciudad sobre el monte Alveria.
Se le deben muchos edificios religiosos y palazzi especialmente en Noto, aunque también participó en proyectos en otras ciudades sicilianas. En este contexto estuvo activo también en Modica (atribución controvertida de San Giorgio y San Martino) y en Ragusa Ibla (San Giorgio), edificios que fueron prototipos de muchas de las iglesias de la región.
La academia de Bellas Artes de Siracusa lleva su nombre: Accademia di Belle Arti Rosario Gagliardi Siracusa.

## Biografía

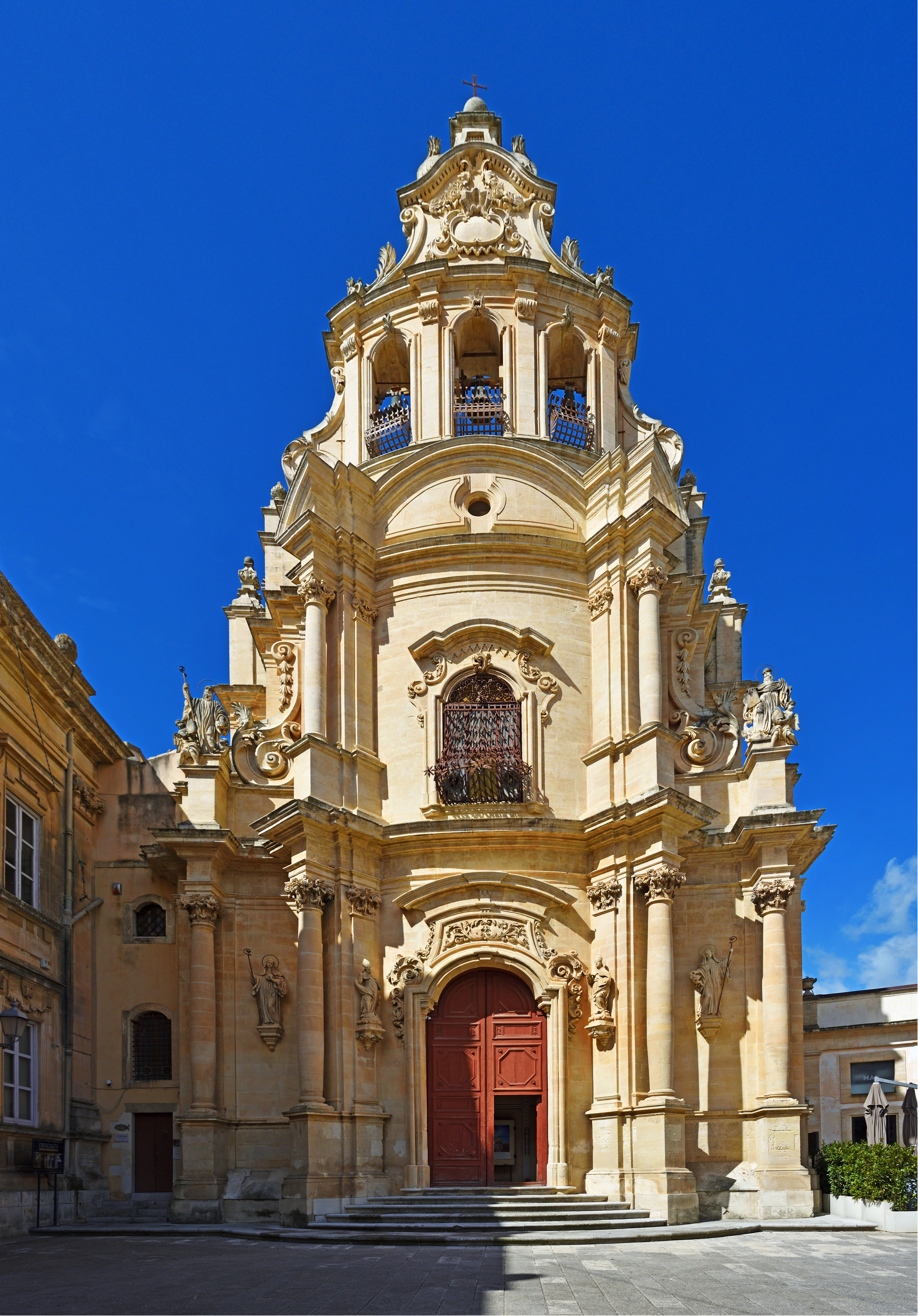
La iglesia de San Giuseppe en Ragusa.

Junto con Giovanni Battista Vaccarini, palermitano que trabajó mucho en Catania, y Giovanni Vermexio, fue uno de los principales impulsores de la reconstrucción del Val di Noto tras el terremoto de 1693. Los estudios más recientes sobre el tema lo señalan como el arquitecto más original del Barroco siciliano. Existen fuertes vínculos comprobados entre su formación y el Barroco romano de Francesco Borromini y Bernini y con exponentes del Barroco en Austria. En la literatura se habla de:

La extraordinaria predisposición de Gagliardi al uso de fachadas de iglesias de desarrollo vertical —las famosas fachadas-torre— lo acerca a la sensibilidad de artistas austriacos como Fischer von Erlach o Lukas von Hildebrandt, pero también de otros arquitectos que trabajaban en Alemania […].
straordinaria predisposizione del Gagliardi all'uso di prospetti chiesastici a sviluppo verticale - le famose facciate-torre - che lo avvicinano alla sensibilità di artisti austriaci come Fischer Von Erlach o Lucas Von Hildebrandt, ma anche di altri architetti operanti in Germania […].

El ejemplo más claro es probablemente la fachada de tres niveles de San Giorgio de Ragusa Ibla.
Fue autor de un tratado de arquitectura en el que se refiere a los cánones arquitectónicos clásicos y renacentistas, aunque no existen documentos de su estancia en Roma. En general, sin embargo, sí está documentada su conexión con las escuelas de arquitectura contemporáneas. En este contexto, las fuentes relacionadas con Gagliardi contribuyen a comprender la circulación de ideas y principios de la arquitectura del siglo XVIII por toda Europa. Un aspecto que adquiere dimensiones globales si se considera que algunos elementos del Barroco llegaron incluso a California a través de la construcción de las misiones españolas de la época a lo largo del Camino Real.
De atribución incierta es la Catedral de San Giorgio en  Modica: aunque existe una clara conexión con algunos de sus dibujos, recientemente se ha descubierto que el concurso relacionado tuvo lugar durante sus dos últimos años de vida, aunque solo afectó al tercer orden y a la aguja de la torre de la fachada, habiéndose completado el primer orden en 1738 y el segundo en 1760. Entre 1760 y 1762, está documentado que Gagliardi sufrió una apoplejía. Las obras para la finalización del edificio se abrieron tras su muerte. La hipótesis más aceptada es que el diseñador fue el erudito arquitecto de Noto Francesco Paolo Labisi, aunque posteriormente perdió la dirección de las obras, que se confió a los maestros de obra. Sin embargo, la obra final muestra en la idea del diseño el encanto y la influencia de Gagliardi, demostrando su aptitud para crear escuela, su originalidad y su capacidad para dar continuidad y homogeneidad al proyecto inicial.

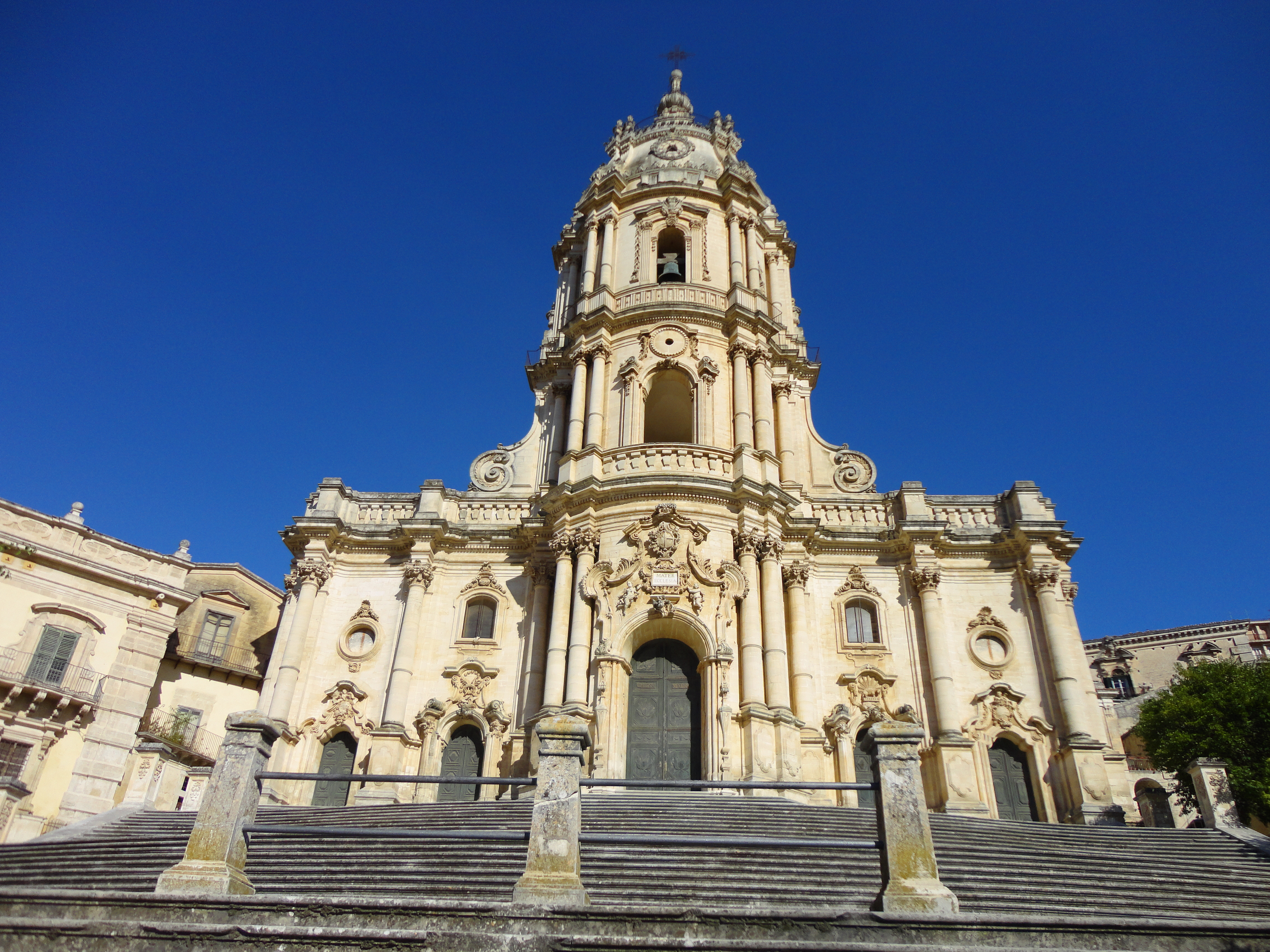
Catedral de San Giorgio de Modica

## Obras
- Caltagirone

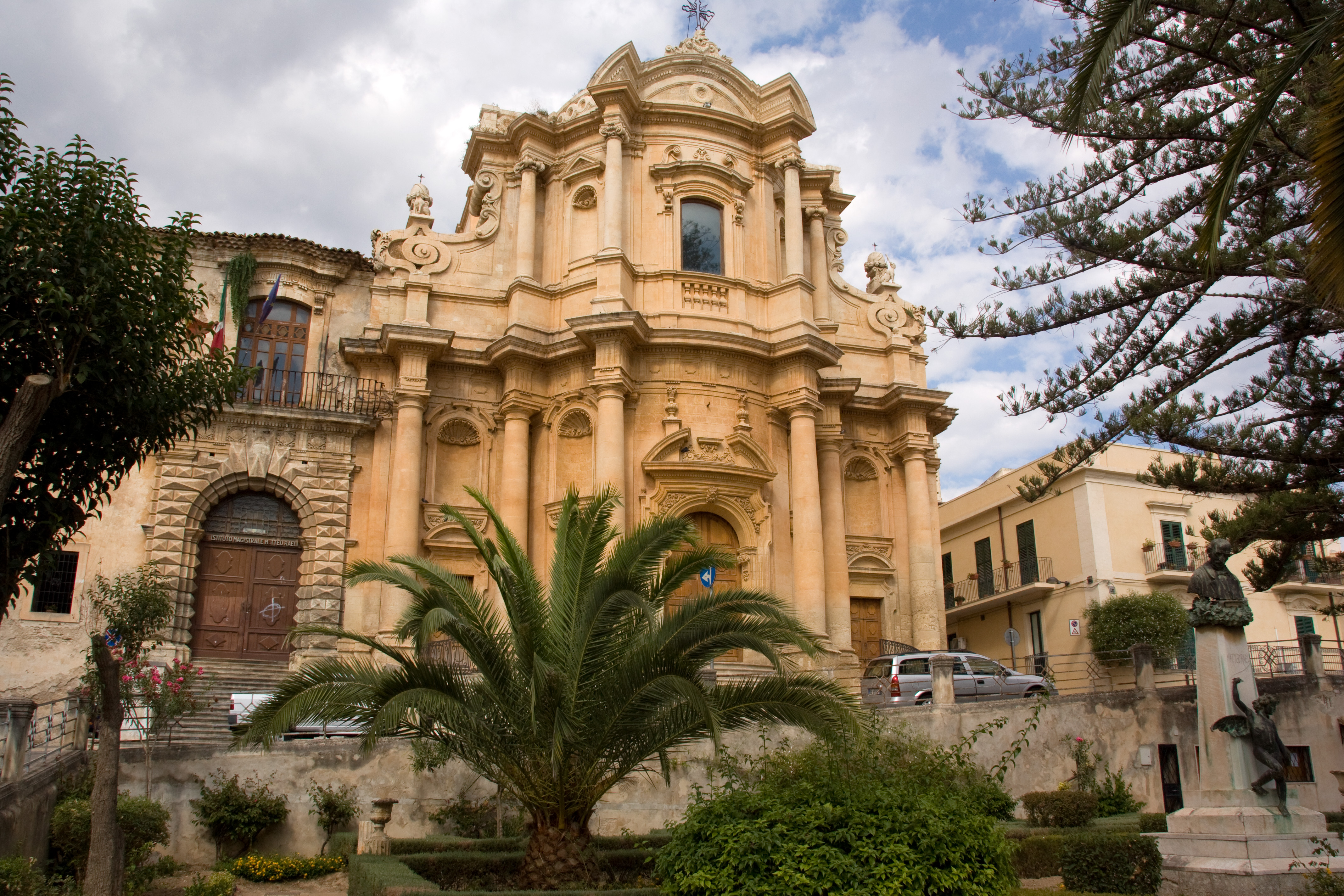
Iglesia de San Domenico de Noto

  - 1743-1748: proyecto de reconstrucción de la iglesia de Santa Chiara e Santa Rita y monasterio de las Clarisas.
  - 1743: proyecto de la iglesia de San Giuseppe.
- Ispica
  - segunda veintena del XVIII: proyecto, atribuido, de la basílica de la Santissima Annunziata.
  - antes de 1725: proyecto de la basílica de Santa María la Mayor.
- Modica
  - 1714-1733: iglesia de  Santa Maria del Soccorso y Colegio de los Jesuitas (Collegium Mothycense).
- Noto
  - Siglo XVIII: proyecto de la iglesia de Santa Maria del Carmelo.
  - Siglo XVIII: proyecto de la iglesia de Santa Maria dell'Arco.
  - Siglo XVIII: proyecto de la iglesia Colegiata del Santo Crucifijo.
  - Siglo XVIII: proyecto de la iglesia de  Sant'Agata del monasterio de la Orden Benedictina.

## Bibliografia
- VV. AA., Rosario Gagliardi e l'architettura barocca in Italia e in Europa, in Annali del Barocco in Sicilia, 3/1996, Gangemi editore.
- Barocco in Val di Noto, a cura di Carlo Ruta. Edi.bi.si. Messina, 2003.
- Messina Andrea, Disegni ottocenteschi a Caltagirone e il caso di un progetto di Rosario Gagliardi, en Lexicon. Storie e architettura in Sicilia n. 2, 2006, pp. 78–79.
- Marco Rosario Nobile e Maria Mercedes Bares (a cura di), Rosario Gagliardi (1690 ca.-1762), Edizioni Caracol, 2014
- Marco Rosario Nobile, I disegni di Rosario Gagliardi conservati presso il Dipartimento di Architettura di Palermo, Palermo University Press, 2020